# 万超岐
万超岐（1969年8月—），中华人民共和国政治人物，河南南阳人。中国共产党党员。中国青年政治学院少年工作系少年思想政治教育专业毕业，研究生学历。曾任中共赤峰市委书记等职务。现任内蒙古自治区人大常委会党组成员、机关党组书记。

## 简历
历任中国共青团中央少年部宣传教育处处长，宣传部思想教育处处长，青年志愿者工作部副部长，少年部副部长，组织部副部长、部长等职。2010年11月调任西藏自治区阿里地委常务副书记，次年1月任书记。2015年7月，任中共西藏自治區黨委政法委副書記、秘書長。之后担任西藏自治区交通运输厅党委书记、副厅长。
2019年12月，任中共阿拉善盟党委书记。
2021年5月，任中共赤峰市委书记，直到2024年10月去职。2025年1月，当选为内蒙古自治区人大常委会秘书长。